# 정 영공
정 영공(鄭 靈公, ? ~ 기원전 605년, 재위 기원전 605년)은 중국 춘추 시대 정나라의 제12대 임금이다. 이름은 이(夷)며, 자는 자학(子貉)이다.

## 생애
정목공 18년(기원전 610년), 정나라가 진나라와 화친을 맺고 진나라에서 조천과 진후의 사위 지를 볼모로 보내자 그 보답으로 대부 석초와 함께 진나라에 볼모로 갔다.
정목공 22년(기원전 606년), 아버지 정 목공이 죽어 그 뒤를 이어 정백에 올랐다.
정영공 원년(기원전 605년), 정나라의 경 공자 거질과 자송에게 시해당했다. 《사기》에서는 그 경위를 다음과 같이 밝히고 있다. 《좌전》 선공 4년조에도 거의 비슷한 이야기가 나온다.
영공 원년 봄, 초나라에서 영공에게 큰 자라[黿]를 바쳤다. 공자 거질과 자송이 영공에게 조현하려는데 자송의 식지(둘째 손가락)이 움직였다. 자송이 공자 거질에게 말했다. “예전에도 손가락이 움직인 일이 있었소. 반드시 기이한 것을 먹을 것이오.” 들어가려는데 자라국을 영공에게 바치는 것을 보고 자송이 웃으며 말했다. “과연!” 영공이 그 웃은 까닭을 물으니 영공에게 그대로 말했다. 영공은 자송을 불러 홀로 자라국을 주지 않았다. 자송은 노하여 손가락을 솥에 물들이고 맛보고 나왔다. 영공은 노해 자송을 죽이려고 했다. 그러나 자성은 공자 거질과 함께 모의하였고, 선수를 쳐 여름에 영공을 시해했다.

정영공 사후, 정나라 국인은 정영공의 아우 공자 거질을 옹립하려 했으나, 공자 거질이 사양하고 나이순대로 형 공자 견을 지목하니 공자 견이 즉위했다. 곧 정 양공이다.
죽은 후에는 시호를 유공(幽公)이라 했으나, 정양공 6년(기원전 599년)에 공자 거질의 일족을 축출한 후에 개장하고 영공이란 시호를 바쳤다.